# 吳昌文
吳昌文（越南语：／；934年—965年，即位後稱南晉王（越南语：／），歷史上稱為後吳王（越南语：／）及吳後主，越南吳朝君主，亦是王朝建立者吳權的次子。950年，吳昌文推翻奪位者楊三哥，並於次年稱王，與兄長吳昌岌同理國政。965年，吳昌文在征戰中陣亡，其後全國陷入十二使君割據時期。

## 生平

### 推翻楊三哥
吳昌文原是吳朝君主吳權的次子。944年，吳權去世，王位本應由長子吳昌岌繼承，但遭到臣下楊三哥篡奪，吳昌岌出逃，吳昌文則被楊三哥收為己子。
950年，楊三哥派吳昌文與將領楊吉利、杜景碩率兵進攻太平唐阮二村（越南學者陳仲金說位於越南山西市社），在行軍途中，吳昌文向楊、杜二人提出楊三哥篡位的罪狀：「我先王之德，治于民心，凡所施令，罔不悅從。不幸違棄群臣，平王自行不義，奪我兄弟之位，罪莫大焉。今又使我等征無辜之邑，幸而勝之則已，彼如不服，為之奈何？」楊、杜二人聽後，均表示願意順從吳昌文，於是「還師揜襲平王」。事成後，雖然眾人都欲誅殺楊三哥，但吳昌文卻說道「平王於我有恩，豈忍加刑」，僅降他為張揚公。

### 治國及征戰
950年吳昌文廢除楊三哥（又名楊紹洪或楊主將）而自稱為南晉王，次年吳昌文派遣使者去迎接其兄吳昌岌，並與吳昌岌「同理國事」，稱其兄為天策王。但後來由於吳昌岌擅威作福，吳昌文便不再參與政事，二人之間甚至「由是有隙」。
當時，華閭人丁部領自恃據地險要，不肯稱臣，於是兩王想要出兵去征伐。丁部領感到畏懼，就派遣其子丁璉去進貢。丁璉到了兩王的前面，兩王責備丁璉，並捉起丁璉去征伐丁部領。攻了一個多月，還是沒有結果，於是兩王便將丁璉綁在竹竿上，告訴丁部領：「不降則殺璉。」丁部領憤怒道：「大丈夫以功名自許，豈效兒女之愛子耶！」堅持不會為兒子擔誤大事，便命十幾個弓兵朝丁璉射去，兩王都很驚訝，便班師回朝。
954年，吳昌岌過世，吳昌文派使者前往南漢，獲南汉中宗刘晟授予的靜海節度使兼都護之職。（《越史略》及《大越史記全書》記載，吳昌文遣使請命於「南漢主劉鋹」；據學者陳荊和的考證，部份《大越史記全書》版本及《欽定越史通鑑綱目》寫成「劉晟」，另據歐陽修《新五代史‧南漢世家‧劉晟》，南漢乾和十二年（954年，「交州吳昌濬遣使稱臣，求節鉞」，向南漢遣使的是「吳昌濬」。黎崱《安南志略》亦說：「偽漢乾和十二年，昌濬稱臣於劉晟」。）
吳昌文曾親征「倔彊不服」的洮江郡人周泰，並成功將之消滅，於是「狃勝而驕」。965年吳昌文率領軍隊攻太平唐阮二村，他本人則在船上觀戰，被埋伏的弩劍射殺。當時有十二使君並起，各自割據州郡自治，吳朝就此滅亡。

## 家庭
- 父：吳權[9]
- 兄：吳昌岌[9]
- 弟：吳南興[9]
- 弟：吳乾興[9]
- 姪：吳昌熾（吳昌岌子）[10]

## 評價
- 越南封建時代，史家們對於吳昌文甚有爭議，尤其是他處置楊三哥的手法及政治上的建樹。陳朝史家黎文休說：「吳南晉前為家臣三哥之拘囚，後為其兄昌岌之掩抑，一旦得志，不能自慎，而享國日淺，政績無聞，惜哉！然觀其免平王之罪過，豈非仁乎？容昌岌之驕倨，豈非恭乎？既仁且恭，亦可見其為人矣。」後黎朝史家吳士連則說：「吳南晉以義除殘，克復舊物，足以慰祖宗之靈，紓神人之憤。其於政治，方覩惟新，而乃以仁姑息，不正三哥篡奪之刑，武黷干戈，反為唐阮妄動之舉，終以自斃，惜哉！」[10]後黎朝另一位史家黎嵩則謂：「吳後主克復祖宗之業，保安境內之民，足為承平之主。然政尚姑息，黷於武功，禍及其身。」[11]

## 「吳昌濬」問題
據歐陽修《新五代史》，在吳權去世後，有一位叫「吳昌濬」的統治者，他是「昌岌弟」。《新五代史》中有關「吳昌濬」的記載如下：「交州吳昌濬遣使稱臣，求節鉞。昌濬者，權子也。權自龑時據交州，龑遣洪操攻之，洪操戰死，遂棄不復攻。權死，子昌岌立，昌岌卒，弟昌濬立，始稱臣於劉晟。晟遣給事中李璵以旌節招之，璵至白州，濬使人止璵曰：『海賊為亂，道路不通。』璵不果行。」但《新五代史》亦有「吳昌文」的記載：「（南漢大寶）八年（965年），交州吳昌文卒。」
黎崱《安南志略》提出了吳權、吳昌岌、吳昌濬及吳昌文一脈相承：「（吳權）子昌岌，弟昌濬繼之。偽漢乾和十二年（954年），昌濬稱臣於劉晟，遺使入貢，求節鉞。……昌濬卒，弟昌文立；卒，其參謀吳處坪，峯州刺史喬知佐、州刺史楊輝、牙將杜景碩用土兵爭立。」
關於以上文獻裡的「吳昌濬」，後世學者曾作過解釋。阮朝政府編修的《欽定越史通鑑綱目》認為「或者昌文改名昌濬」：「舊史載南晉王昌文請命於南漢，《五代史》曰昌濬事略相同。名稱各異，或者昌文改名昌濬，以通於漢。當辰記者不詳，致此牴牾。」中國學者武尚清提出「岌、濬、文俱權子」：「緣是，則岌、濬、文俱權子也！而岌、文間固當有濬也。然崱生南土，作《志》沔陽，似此類人物世系，理應以崱《志》為確。故為尊重崱《志》，仍存原貌。」

## 外部連結
- （中文）.   [2008-09-28]. （原始内容存档于2008-09-20）.
- （中文）.   [2008-06-02]. （原始内容存档于2009-06-16）.
- （越南文）（中文）.   [2008-06-02]. （原始内容存档于2016-03-10）.
- （越南文）（中文）.   [2008-09-28]. （原始内容存档于2016-03-04）.
- （越南文）（中文）.[永久]
- （越南文） (PDF).   [2008-09-28]. （原始内容 (PDF)存档于2012-07-04）.

| 吳昌文                         |                                         |               |
| 空缺上一位持有相同頭銜者：吳權 | 越南吳朝君主 ※與吳昌岌共治 951年－965年 | 繼任： 吳昌熾 |
| 前任： 楊三哥                  | 安南的統治者 ※與吳昌岌共治 951年－965年 | 繼任： 吳昌熾 |